# Mari Sandoz

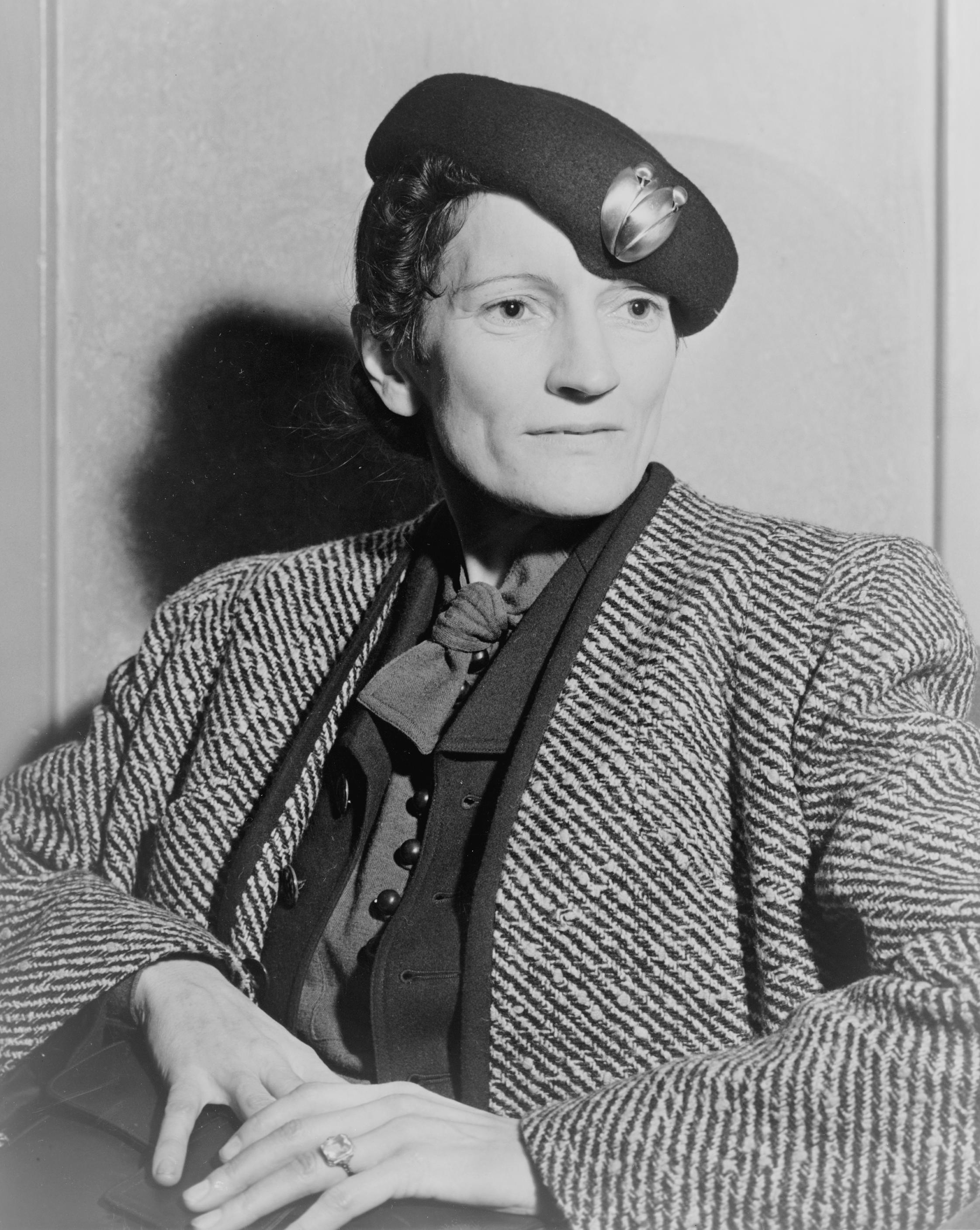
Mari Sandoz (1938)

Mari Susette Sandoz (* 11. Mai 1896 in Mirage Flats bei Hay Springs, Nebraska, USA; † 10. März 1966 in New York City, USA) war eine US-amerikanische Autorin, Biografin, Lehrerin und Dozentin. Ihre Themen waren das Leben der Pioniere und Indianer im Westen der USA.

## Biografie
Marie Susette Sandoz, geboren am 11. Mai 1896 in der Nähe von Hay Springs, Nebraska, war das älteste von sechs Kindern der Schweizer Einwanderer Jules und Mary Elizabeth (Fehr) Sandoz. Bis zum Alter von neun Jahren sprach sie nur Deutsch. Ihr jähzorniger Vater missbilligte ihre Liebe zum Lesen und Schreiben. Ihre Kindheit war geprägt von harter Arbeit auf der elterlichen Farm.
Nach Abschluss der achten Klasse machte Sandoz mit 17 Jahren heimlich die Prüfung als Lehrkraft und übte diesen Beruf in nahegelegenen Schulen aus. Mit 18 Jahren heiratete sie Wray Macumber, einen benachbarten Farmer. 1919 ließ sie sich wegen extremer psychischer Grausamkeit scheiden und zog nach Lincoln, der Hauptstadt Nebraskas.
In den nächsten Jahren hielt sie sich mit verschiedenen Jobs über Wasser. Sie schrieb Kurzgeschichten, von denen jedoch keine zur Veröffentlichung angenommen wurde. Trotz fehlender Qualifikation gelang es ihr, sich an der University of Nebraska einzuschreiben.
Als Sandoz 1928 hörte, ihr Vater liege im Sterben, reiste sie nach Hause. Zu ihrer Überraschung wünschte sich ihr Vater, dass sie seine Lebensgeschichte niederschrieb. Sie forschte nach und schrieb die Biografie Old Jules. Wiederum wurde jede Anfrage nach Veröffentlichung abgelehnt. Enttäuscht und krank kehrte Sandoz 1933 aus Lincoln zu ihrer Mutter zurück; vorher verbrannte sie einen Großteil ihrer Manuskripte.
Dennoch schrieb sie weiter und begann die Arbeit an dem Roman Slogum House. Anfang 1934 bekam sie in Lincoln einen Job bei der Nebraska State Historical Society. 1935 gewann ihre überarbeitete Fassung von Old Jules einen Wettbewerb und wurde erfolgreich veröffentlicht. Mancher Leser war geschockt von der unromantischen, realistischen Darstellung der Pionierzeit.
1937 kam Slogum House auf den Markt, worin vor dem aufkeimenden Faschismus gewarnt wird. 1939 folgte der zweite Roman Capital City, auf den es heftige Reaktionen gab, da sich das ländliche Nebraska und insbesondere die Stadt Lincoln angegriffen fühlten.
1940 zog Sandoz nach Denver, Colorado, 1943 dann nach New York City, um besseren Zugang zu Forschungsmaterial über den Westen zu erhalten. 1942 erschien ihre monumentale Biografie des Lakota-Häuptlings Crazy Horse. Weitere Werke über das Leben der Prärie-Indianer waren unter anderem Cheyenne Autumn (1953, später verfilmt von John Ford, siehe Cheyenne (1964)), The Horsecatcher (1957) und The Story Catcher (1963).
Sandoz machte es sich zur Aufgabe, andere zum Schreiben zu ermuntern. Sie veranstaltete Sommer-Workshops zum Beispiel an der University of Wisconsin–Madison, korrigierte und kommentierte Manuskripte und gab Schreibkurse im Fernsehen. Sie selbst schrieb weiterhin bis kurz vor ihrem Tod.
Mari Sandoz starb am 10. März 1966 in New York im Alter von 69 Jahren an Knochenkrebs. Auf ihren Wunsch hin wurde sie südlich von Gordon (Nebraska) mit Blick auf die Farm ihrer Eltern begraben.

## Bibliografie

### Sachbücher und Biografien
- Old Jules. Boston: Little, Brown, 1935; Lincoln: University of Nebraska Press, 1962.
- Crazy Horse: The Strange Man of the Oglalas. Lincoln: University of Nebraska Press, 1942.
- Cheyenne Autumn. New York: McGraw-Hill, 1953.
- The Buffalo Hunters. New York: Hastings House, 1954.
- The Cattlemen: From the Rio Grande Across the Far Marias. New York: Hastings House, 1958.
- Son of the Gamblin' Man: The Youth of an Artist. New York: Clarkson Potter, 1960.
- These Were the Sioux. New York: Hastings House, 1961.
- Love Song to the Plains. Harper & Row State Series. New York: Harper & Row, 1961; Lincoln.
- The Beaver Men, Spearheads of Empire. New York: Hastings House, 1964.
- The Battle of the Little Bighorn. Lippincott Major Battle Series. Philadelphia: Lippincott, 1966.

### Romane
- Slogum House. Boston: Little, Brown, 1937.
- Capital City. Boston: Little, Brown, 1939.
- The Tom-Walker. New York: Dial Press, 1947.
- Winter Thunder. Philadelphia: Westminster Press, 1954.
- Miss Morissa: Doctor of the Gold Trail. New York: McGraw-Hill, 1955.
- The Horsecatcher. Philadelphia: Westminster Press, 1957.
- The Story Catcher. Philadelphia: Westminster Press, 1963.

### Artikel und Aufsätze
- 'The Kinkaider Comes and Goes: Memories of an Adventurous Childhood in the Sandhills of Nebraska.' North American Review 229 (April, Mai 1930):431–42, 576–83.
- 'The New Frontier Woman.' Country Gentleman, Sept. 1936, p. 49.
- 'There Were Two Sitting Bulls.' Blue Book, Nov. 1949, pp. 58–64.
- 'The Look of the West—1854.' Nebraska History 35 (Dez. 1954):243–54.
- 'Nebraska.' Holiday, May 1956, pp. 103–14.
- 'Outpost in New York.' Prairie Schooner 37 (Sommer 1963):95–106.
- 'Introduction to George Bird Grinnell,' The Cheyenne Indians: Their History and Ways of Life. New York: Cooper Square, 1962.
- 'Introduction to Amos Bad Heart Bull and Helen Blish', A Pictographic History of the Oglala Sioux. Lincoln: University of Nebraska Press, 1967.

### Sammlungen von Kurzgeschichten
- Hostiles and Friendlies: Selected Short Writings of Mari Sandoz. Edited by Virginia Faulkner. Lincoln: University of Nebraska Press, 1959 und 1976.
- Sandhill Sundays and Other Recollections. Edited by Virginia Faulkner. Lincoln: University of Nebraska Press, 1970.